# Europsko prvenstvo u nogometu – Francuska 1960.
Prvo Europsko prvenstvo u nogometu 1960. organizirala je UEFA od 6. do 10. srpnja 1960. u Francuskoj.
Od 17 reprezentacija koje su sudjelovale u kvalifikacijama, na prvenstvo su se kvalificirale četiri: Francuske, Sovjetskog Saveza, Čehoslovačke i Jugoslavije. Završni turnir se igrao u dva grada, Parizu (Parc des Princes) i Marseilleu (Vélodrome).
Najbolji strijelci bili su Valentin Ivanov, Viktor Ponedelnik, François Heutte, Dražen Jerković i Milan Galić s 2 postignuta gola.

## Završni turnir

### Poluzavršnica
| 6. srpnja 1960. 20:00                    |       |                                                 |                                                                        |
| Francuska                                | 4 : 5 | Jugoslavija                                     | Parc des Princes, Pariz Broj gledatelja: 26.370 Sudac: Gaston Grandain |
| Vincent 12' Heutte 43' 62' Wisnieski 53' |       | Galić 11' Žanetić 55' Knez 75' Jerković 78' 79' | Parc des Princes, Pariz Broj gledatelja: 26.370 Sudac: Gaston Grandain |

| 6. srpnja 1960. 20:30 |       |                               |                                                                  |
| Čehoslovačka          | 0 : 3 | Sovjetski Savez               | Vélodrome, Marseille Broj gledatelja: 25.184 Sudac: Cesare Jonni |
|                       |       | Ivanov 34' 56' Ponedelnik 66' | Vélodrome, Marseille Broj gledatelja: 25.184 Sudac: Cesare Jonni |

### Utakmica za treće mjesto
| 9. srpnja 1960. 18:00   |       |           |                                                                  |
| Čehoslovačka            | 2 : 0 | Francuska | Vélodrome, Marseille Broj gledatelja: 9. 438 Sudac: Cesare Jonni |
| Bubník 58' Pavlovič 88' |       |           | Vélodrome, Marseille Broj gledatelja: 9. 438 Sudac: Cesare Jonni |

### Završnica
| 10. srpnja 1960. 21:30        |                    |             |                                                                            |
| Sovjetski Savez               | 2 : 1 (produžetci) | Jugoslavija | Parc des Princes, Pariz Broj gledatelja: 17.966 Sudac: Arthur Edward Ellis |
| Metreveli 49' Ponedelnik 113' |                    | Galić 43'   | Parc des Princes, Pariz Broj gledatelja: 17.966 Sudac: Arthur Edward Ellis |

| Pobjednici Kupa europskih nacija 1960. |
| SSSR                                   |
| SSSR Prvi naslov                       |

## Vanjske poveznice
- Kup europskih nacija 1960. na UEFA.com